# Aegus leptodon
Aegus leptodon là một loài bọ cánh cứng trong họ Lucanidae. Loài này được Heller mô tả khoa học năm 1900.